# Сервієва конституція
Реформи Сервія Тулія, або Сервієва конституція — це військово-політична організація законів Стародавнього Риму, що приписується римською традицією напівлегендарному шостому царю Риму Сервію Туллію (578—534 до Р. Х.).
Більшість з цих реформ поширювали виборчі права на певні групи, зокрема на громадян Риму, які були неповнолітніми землевласниками або безземельними громадянами, які досі були позбавлені права голосу за походженням, статусом чи етнічною належністю — разом, плебс, на відміну від спадкових патриціїв. Таким чином, ці реформи перевизначили фіскальні та військові зобов'язання всіх римських громадян. Так звана Сервієва конституція, ймовірно, являє собою тривалий, складний і подрібнений процес, що поширюється від попередників Сервія, Анка Марція та Тарквінія Пріска, до його наступника Тарквінія Суперба, а також до Середньої та Пізньої Республіки. Військова та територіальна експансія Риму та зміни в його населенні зробили постійну необхідність регулювання та реформування привілеїв. Повне приписування цих заходів Сервію «не можна сприймати номінально».
Сервієва конституція ввела два елементи в римську систему правління: перепис кожного громадянина чоловічої статі, щоб визначити його багатство, податкові зобов'язання, військові зобов'язання та вагу його голосу; і comitia centuriata — збори з виборчими, законодавчими та судовими повноваженнями. Обидва інститути є основою для римського республіканізму. Покладаючи військову оборону держави на всіх громадян, ця реформа створила взаємозалежність між соціальними класами; у своїй організації виборчих племен вона нерозривно пов'язувала політичне й військове життя й відкривала «політичний простір» для участі республіканців. Таким чином, для історика доби Октавіана Августа, Лівія, військова служба, яку несли плебеї, була формою державної служби нарівні з обов'язком патриція в Сенаті. Незважаючи на це, переписний ранг залежав від вартості майна, і згідно з конституцією Сервія жоден громадянин, який оцінювався у стані менше 11 000 асів (або 12 500, залежно від джерела), не був прийнятий до регулярної армії.

## Реформа куріату та перепис населення
До реформ ухвалення законів і судових рішень було прерогативою comitia curiata (куріатські збори), що складалися з тридцяти курій; Римські джерела описують по десять курій для кожного з трьох аристократичних племен, і кожен з яких претендує на статус патриція та на привілей на обрання магістратами в силу свого походження з родин-засновників Риму. Ці племена, імовірно засновані на трьох пагорбах Риму, складалися з приблизно 200 родів (кланів), кожен з яких вніс одного сенатора («старійшини») до Сенату. Сенат служив дорадчим органом при царі, розробляв закони від його імені і міг представляти весь populus Romanus (римський народ); але це можна було лише обговорювати та обговорювати. Його рішення не мали сили, якщо їх не схвалила куріатська коміція. За часів Сервія, якщо незадовго до цього, племена коміцій становили меншість населення. Набагато більш чисельні громадяни-простяни (плебеї) могли брати участь у цій асамблеї в обмеженій формі і, можливо, висловлювати свою думку щодо рішень, але голосувати могла лише comitia curiata. Таким чином, аристократична меншість здійснювала владу та контроль над простою більшістю.
Римська традиція вважала, що Сервій сформував comitia centuriata з простих людей, обраних громадянами в цілому, щоб збільшити або замінити comitia curiata як центральний законодавчий орган Риму. Це вимагало від нього розробки першого римського перепису, що зробило Сервія першим римським цензором. Перепис був організований за військовими ознаками; громадяни, які збиралися племенами на Марсовому полі, щоб зареєструвати свій соціальний статус, домогосподарство, майно та доходи. Цим встановлено податкові зобов'язання фізичної особи; його здатність збирати зброю за свій рахунок, якщо цього вимагає зобов'язання громадянина про проходження військової служби; і його віднесення до певного виборчого блоку на виборах та законотворчості.
Інститут перепису населення та comitia centuriata розглядаються як спроба Сервія підірвати громадянську та військову владу римської аристократії та шукати прямої підтримки громадян, які нещодавно отримали виборчі права в цивільних справах; при необхідності зі зброєю. Куріатська коміція продовжувала функціонувати протягом царської та республіканської епохи, але реформа Сервія зменшила її повноваження до переважно символічної «верхньої палати», від знатних членів якої очікується лише ратифікація рішень comitia centuriata.

## Класи та армія
Перепис класифікував населення Риму чоловічої статі за статусом, багатством та віком. Класи були поділені на групи, які називаються centuriae (центурія), номінально по 100 чоловіків (лат. centum — сотня), але на практиці із змінною кількістю, далі поділені на старших (чоловіки у віці 46-60 років, відповідного віку, щоб служити, резерви, «ополченці» або міська поліція) та iuniores (чоловіки віком від 17 до 45 років, які за потреби служили як фронтові війська). Дорослі громадяни чоловічої статі були зобов'язані за покликанням проходити військову службу відповідно до своїх можливостей, що нібито оцінювалося як грошова одиниця, що в архаїчний період представляла певну вагу бронзи або міді. Ця оцінка багатства громадян ґрунтувалася насамперед на землеволодінні (jugera) та голові худоби (pecunia) аж до запровадження грошової системи у 2 столітті до нашої ери. Таким чином, багатство та клас громадянина визначили б їхнє положення в цивільній ієрархії і до певної міри у військових; але, незважаючи на свій очевидний військовий характер та її можливе походження як зібрання збройних громадян, система передусім слугувала б для визначення виборчих кваліфікацій та багатства окремих громадян для цілей оподаткування, а також ваги їхнього голосу. Війни були періодичними, але оподаткування було постійною необхідністю; і коміція збиралася щоразу, коли це вимагалося, під час миру чи війни. Фактично, comitia centuriata була представницьким зібранням у громадянському та політичному контексті збройних громадян Риму. Хоча кожне століття мало право голосу, найбагатші мали найбільшу кількість століть і голосували першими, а ті, хто був нижче, скликалися лише у випадку глухого кута чи нерішучості. Найнижчі навряд чи взагалі брали участь у голосуванні і в основному були звільнені від військової служби.
Центуріатні класи були такими:
- 1-го класу, 100 000 асів, піхота, що володіє шоломом, нагрудником, поножами, круглим щитом, списом і мечем, що складається з 40 центурій сеньйорів і 40 юніорів. Воїни з першого класу в бою йшли попереду фаланги. До них прикріпили ще дві центурії майстрових, які змушені були створювати облогові споруди
- 2-го класу, з 75 000 асів, піхота, озброєна шоломом, поножами, довгастим щитом, списом і мечем, що складається з 10 центурій сеньйорів і 10 юніорів.
- 3-й клас: 50 000 асів, піхота, самоозброєна шоломом, довгастим щитом, списом і мечем, що складається з 10 центурій сеньйорів і 10 юніорів.
- 4-й клас: 25 000 асів, піхота, оснащена довгастим щитом, списом і мечем, 10 центурій сеньйорів і 10 юніорів.
- 5-й клас: 11 000 асів (12 500 у Діонісія), піхота, озброєна пращою та пращними каменями (і списом, у Діонісія), що складається з 15 центурій сеньйорів і 15 юніорів.
- Надпомічники: пролетарії (бідні громадяни, без маєтку), 1 центурія.
- Військові спеціалісти: екіт (кавалерія), 18 центурій (6 сеньйорів, 12 юніорів); інженери, 2 центурії; музиканти, 2 центурії.

Корнелл припускає, що порядок голосування вершників (що відбувався після голосування піхоти першого класу) відображає їхню підпорядкованість піхоті з відносно низьким статусом у системі центуріату, але дотримується точки зору, що в архаїчний період кіннота «складалася переважно, якщо не виключно, з патриціїв». Розенштейн відрізняє «меншу вибрану групу з 1800, чиї коні були забезпечені державним коштом (equites equo publico)» від більшості вершників, які були достатньо багатими, щоб утримувати та споряджати власного коня (equites equis suis).
Сервієві реформи встановили як систему центурій римської армії, так і її бойовий порядок. Чоловіків, відібраних з цивільних центурій, перекидали у військові, і кожна бойова лінія у фаланзі складалася з одного класу. У ранню республіканську епоху, як і в епоху царства, найвищі офіцери армії були обрані з того самого соціального шару, що й аристократична коміція куріатів. Навіть після запровадження центуріатної коміції найбільш безпосереднім і ефективним захистом плебеїв від аристократичної влади було фактичне або загрозливе відкликання праці, включаючи військову службу. Перші відомі плебейські офіцери (трибуни) були обрані плебсом із свого числа після відділення 494 р. до Р. Х.
В інформації з античних джерел про особливості реформи привертають увагу як мінімум два аспекти. Одинадцять тисяч лібральних асів, що мали ходіння в описуваний час, були дуже великою сумою, а згідно з Тітом Лівієм — межею між жебраками та бідними. Можливо, йдеться про перерахунок вартості майна у цінах часів правління Октавіан Август|Октавіана Августа, коли асом була дрібна мідна монета, інакше цифри не відповідають дійсності. Також, згідно з цією реформою, багаті громадяни повинні були виставляти більше воїнів, ніж незаможні, що явно не відповідає їх чисельному співвідношенню. У цьому вся бачили глибокий розрахунок Сервія Тулія. Багаті, яким було що захищати, мали нести великі тяготи, пов'язані з війною, порівняно з бідними. Потрібних усунули від військової служби і позбавили податкового тягаря. Згідно античним уявленням, «народний» цар вважав за потрібне, щоб ті, хто потребує, не воювали за чужий рахунок, як найманці. Одночасно їх позбавили реальної можливості приймати обов'язкові Риму рішення.
Такий поділ не сильно покращив роль бідних громадян у політичному житті Риму. У центуріатних коміціях голосування йшло за центуріями. Вершникам та першому класу з більш ніж 90 голосами реально належала основна роль у законодавчих питаннях. Крім того, патриції утримали за собою права бути сенаторами, жерцями, суддями та патронами. Навіть рішення центуріатних коміцій набирали чинності лише після затвердження куріатними, які складалися з патриціїв. Виходячи з цього, історик Т. Моммзен робить висновок, що реформа наклала на незаможних плебеїв обов'язки, не давши жодних прав. При цьому для плебеїв було важливим визнання їх як громадян, які мають право радитись разом із патриціями щодо державних справ. Одночасно Сервій Туллій знайшов славу царя, який проводив антипатриціанську політику.

## Новий родоплемінний поділ і розширення міста
Реформація племінного поділу збільшила священну межу міста (померій), включивши сім пагорбів Риму та їхніх мешканців. Для захисту збільшеного міста було побудовано певну форму оборони, пізніше зміцнене стіною, а закрита територія була поділена на чотири нові адміністративні райони (регіони або квартали); Вімінал, Квіринал, Палатин та Есквілін, де, кажуть, оселився сам Сервій.
Ситуація за стінами незрозуміла: подібні племінні території, можливо, відомі як паги, могли поширюватися на навколишні римські території (давній ager Romanus), і деякі з їхніх мешканців мали б право на громадянство згідно класових реформ Сервія. Так чи інакше, членство в римському племені з голосуванням залежало від місця проживання, а не від походження та спадщини. Це привело б до активного політичного життя значну кількість міського та сільського плебсу; і деякі з них були б віднесені до центурій першого класу та найбільш ймовірно могли б голосувати. Діонісій Галікарнаський, що писав наприкінці першого століття до Різдва Христового, додає, що племінні поділи були місцем, де громадяни платили податки. Поділ міста на «квартали» залишався у використанні до 7 року до Р. Х., коли Август розділив місто, на той час набагато густіше населене, на 14 нових регіонів.